# Isaiah Sykes
Isaiah Sykes (Detroit, 2 dicembre 1991) è un cestista statunitense.

## Carriera
Dopo non essere stato scelto da nessuna franchigia al Draft NBA 2014 disputa la NBA Summer League con i Philadelphia 76ers.
Successivamente firma con l'U.S. Basket Recanati in Serie A2 Silver con la quale chiude il campionato al 3º posto contribuendo all'ammissione in Serie A2.
La stagione successiva passa al M.H. HaSharon in Liga Leumit.

## Statistiche
| Stagione        | Squadra         | Competizione                     | Partite | Partite | Partite | Statistiche tiro | Statistiche tiro | Statistiche tiro | Altre statistiche | Altre statistiche | Altre statistiche | Altre statistiche | Altre statistiche |
| Stagione        | Squadra         | Competizione                     | Pres.   | Titol.  | Minuti  | Tiri da 2        | Tiri da 3        | Liberi           | Rimb.             | Assist            | Rubate            | Stopp.            | Punti             |
| --------------- | --------------- | -------------------------------- | ------- | ------- | ------- | ---------------- | ---------------- | ---------------- | ----------------- | ----------------- | ----------------- | ----------------- | ----------------- |
| 2014-2015       | Basket Recanati | [[Serie A2 2014-2015\|Serie A2]] | 25      | 25      | 735     | 163/299          | 5/44             | 90/170           | 206               | 90                | 17                | 4                 | 431               |
| 2015-2016       | M.H. HaSharon   | Liga Leumit                      | 22      | 22      | 680     | 188/309          | 2/10             | 62/173           | 317               | 97                | 50                | 9                 | 444               |
| Totale carriera | Totale carriera | Totale carriera                  | 47      | 47      | 1415    | 351/608          | 7/54             | 152/343          | 523               | 187               | 67                | 10                | 875               |